# Friedrich von Georgi
Friedrich Robert svobodný pán von Georgi (27. ledna 1852 Praha – 23. června 1926 Vídeň) byl rakousko-uherský generál a předlitavský politik. V c. k. armádě sloužil od roku 1871, byl štábním důstojníkem u řady jednotek po celé monarchii, několik let strávil mimo jiné v Čechách. V letech 1907–1917 zastával funkci ministra zeměbrany Předlitavska. Tento úřad získal díky podpoře následníka trůnu Františka Ferdinanda a vykonával jej v několika vládách celkem deset let až do doby první světové války. V roce 1912 byl povýšen na barona a v armádě dosáhl druhé nejvyšší hodnosti generálplukovníka (1916). Po odchodu z vlády byl jmenován členem Panské sněmovny, byl též nositelem řady rakousko-uherských i zahraničních vyznamenání.

## Biografie

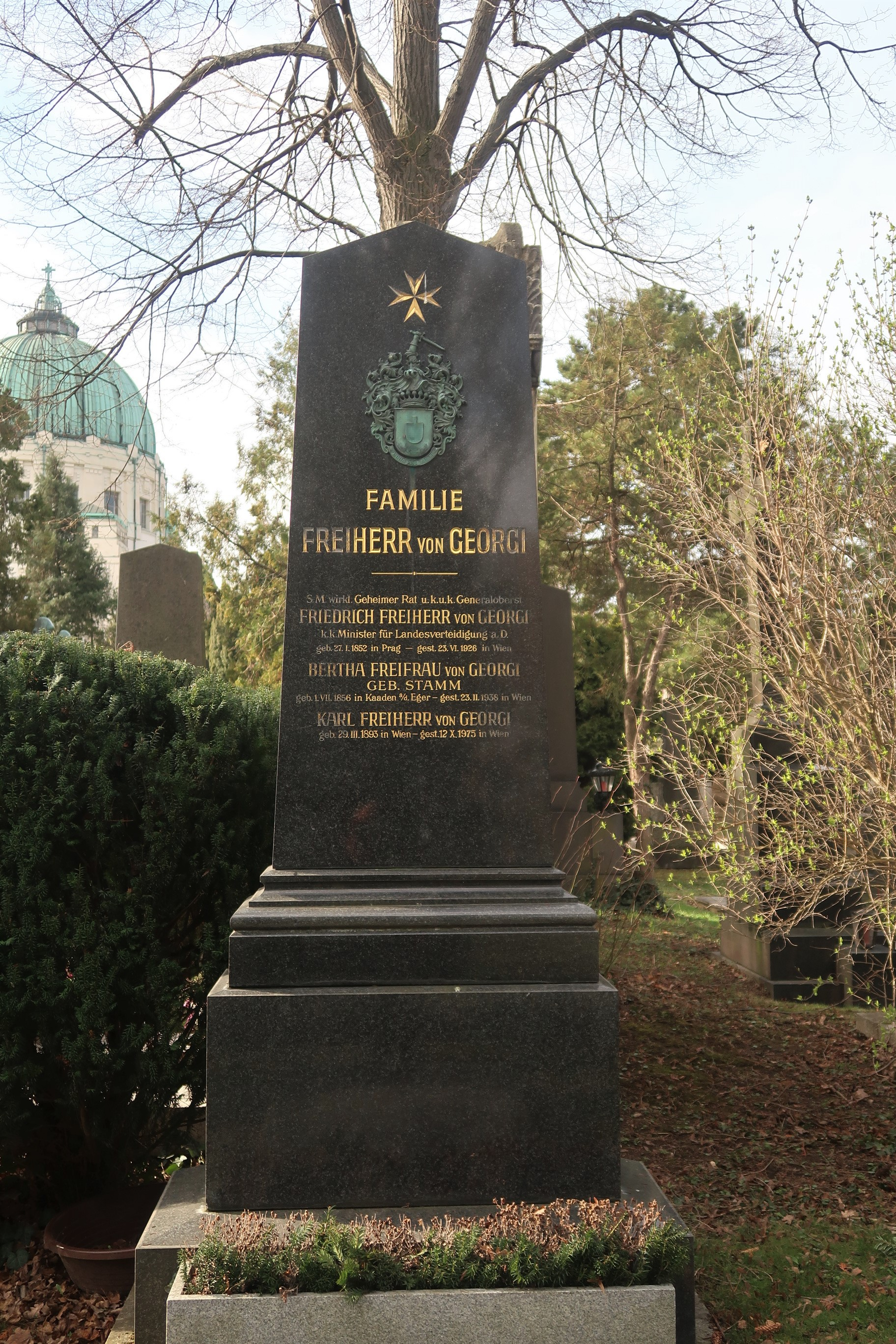
Hrobka Friedricha von Georgi na vídeňském Centrálním hřbitově

Pocházel z rodiny s vojenskou tradicí původem ze Saska, narodil se jako nejstarší z pěti synů c. k. plukovníka Eduarda Georgiho (1804–1868). První vojenskou průpravu získal na kadetní škole v Hainburgu a v letech 1867–1871 studoval Tereziánskou vojenskou akademii ve Vídeňském Novém Městě. Do armády vstoupil v roce 1871 jako poručík, vojenskou službu zahájil v Kadani a Praze. V letech 1879–1881 si doplnil vzdělání na Válečné škole (K.u.k. Kriegsschule) ve Vídni a v hodnosti nadporučíka byl zařazen do sboru důstojníků generálního štábu. Sloužil v Mostaru a Pljevlji,, v roce 1882 se podílel na potlačení povstání v Dalmácii. Poté byl štábním důstojníkem u 4. armádního sboru v Budapešti a 3. armádního sboru ve Štýrském Hradci. Mezitím postupoval v hodnostech (kapitán 1885, major 1891) a jako podplukovník byl od roku 1894 zástupcem velitele 100. pěšího pluku v Krakově. V roce 1895 byl přeložen do Vídně ke komisi pro posuzování aspirantů důstojnictva generálního štábu a v roce 1896 dosáhl hodnosti plukovníka. V letech 1898–1903 působil jako přednosta 10. oddělení na ministerstvu války.
V roce 1903 byl povýšen do hodnosti generálmajora a přešel k c. k. zeměbraně, v letech 1903–1906 byl velitelem 42. zeměbranecké pěchotní brigády v Praze. V této době se jako důstojník s vynikajicími posudky od nadřízených zařadil mezi osobnosti prosazované do vyšších funkcí následníkem trůnu Františkem Ferdinandem d'Este v rámci generační obměny vrchního velení armády, podporu měl také u nově jmenovaného náčelníka generálního štábu Franze Conrada, který byl jeho spolužákem z Tereziánské vojenské akademie. Díky těmto konexím byl v červenci 1906 znovu povolán do Vídně jako sekční šéf na ministerstvo zeměbrany. Vrchol jeho kariéry nastal v roce 1907, kdy se za vlády Maxe Becka stal dodatečně ministrem zeměbrany Předlitavska. Post si udržel i v následujících kabinetech (vláda Richarda Bienertha, třetí vláda Paula Gautsche, vláda Karla Stürgkha, druhá vláda Ernesta von Koerbera, vláda Heinricha Clam-Martinice). Funkci zastával v období 12. ledna 1907 – 22. června 1917. Po nástupu do funkce ministra byl povýšen do hodnosti polního podmaršála (1907) a později dosáhl hodnosti generála pěchoty (1911). V úřadu vynikl jako schopný organizátor a zasloužil se o modernizaci zeměbrany a četnictva. Na začátku první světové války požádal o přidělení velení na frontě, to ale odmítl císař František Josef, který oceňoval Georgiho kvality a ponechal jej ve funkci ministra. K datu 1. května 1916 byl povýšen do nově zřízené a druhé nejvyšší armádní hodnosti generálplukovníka. Post ministra zeměbrany opustil v červenci 1917 s demisí vlády Heinricha Clam-Martinice. Po odchodu z vlády byl převeden do stavu záloh a v armádě byl penzionován k datu 1. prosince 1918. Zbytek života strávil ve Vídni, kde také zemřel a je pohřben na Centrálním hřbitově ve Vídni.

## Tituly a ocenění
V roce 1901 byl povýšen do šlechtického stavu s titulem Edler von. Jako člen vlády obdržel v roce 1908 titul c. k. tajného rady s nárokem na oslovení Excelence. V roce 1912 byl povýšen do stavu svobodných pánů. Po odchodu z vlády byl v roce 1917 jmenován doživotním členem Panské sněmovny. Během vojenské kariéry získal řadu vyznamenání v Rakousku-Uhersku i od zahraničních panovníků. Byl též čestným rytířem Maltézského řádu a v roce 1917 obdržel čestné občanství v Litoměřicích. Od roku 1912 byl čestným majitelem pěšího pluku č. 15 dislokovaného v Tarnopolu.

### Rakousko-Uhersko
- Válečná medaile (1882)
- Vojenská záslužná medaile (1890)
- Vojenský záslužný kříž III. třídy (1898)
- Jubilejní pamětní medaile (1898)
- Řád železné koruny III. třídy (1903)
- Vojenský jubilejní kříž (1908)
- Řád železné koruny I. třídy (1909)
- velkokříž Leopoldova řádu (1913)
- Vojenský záslužný kříž I. třídy s válečnou dekorací (1915)
- Vyznamenání za zásluhy o Červený kříž s válečnou dekorací (1915)

### Zahraničí
- Řád červené orlice I. třídy (1908, Německo)
- Řád sv. Alexandra I. třídy (1912, Bulharsko)
- Železný kříž II. třídy (1915, Německo)
- Železný kříž I. třídy (1915, Německo)
- Záslužný řád bavorské koruny (1915, Bavorsko)
- velkokříž Řádu württemberské koruny (1916, Württembersko)
- velkokříž Řádu Albrechtova (1916, Sasko)
- Řád Medžidie I. třídy (1916, Osmanská říše)
- Železný půlměsíc (1917, Osmanská říše)
- Medaile za odvahu (1917, Osmanská říše)

## Rodina
Jeho manželkou byla od roku 1878 Berta Stammová (1855–1938) z Kadaně. Měli spolu čtyři děti, z nichž dvě zemřely v dětství. Syn Karl Franz (1893–1975) působil ve vojenské administraci, dcera Wilhelmina (1879–1954) byla manželkou pražského židovského podnikatele a velkostatkáře Eugena Kubinzkyho (1870–1948) Manželé žili ve vile v Italské ulici č. p. 37, po nacistické okupaci odešli v roce 1939 do zahraničí.
Friedrichovi mladší bratři Franz Emil (1855–1933) a Karl Emanuel (1858–1926) sloužili taktéž v rakousko-uherské armádě, oba dosáhli generálských hodností a byli také povýšeni do šlechtického stavu.